# Ludwik Pelczarski
Ludwik Pelczarski (ur. 25 sierpnia 1906 w Jasionowie k. Brzozowa, zm. 1 stycznia 1984) – polski nauczyciel i bibliotekarz, pierwszy kierownik, a następnie dyrektor Biblioteki Wyższej Szkoły Rolniczej w Olsztynie.

## Życiorys
Pochodził z rodziny chłopskiej, był synem Wawrzyńca i Franciszki. Ukończył gimnazjum klasyczne w Przemyślu, po czym wstąpił na Wydział Humanistyczny Uniwersytetu Jana Kazimierza we Lwowie, uzyskując w 1932 dyplom magistra filozofii w zakresie historii. Od września 1932 uczył historii w Państwowym Gimnazjum im. Mikołaja Kopernika we Włodzimierzu Wołyńskim. W latach II wojny światowej przebywał w rodzinnej wiosce, a potem w Wadowie koło Brzozowa, gdzie z żoną Janiną zaangażował się w tajne nauczanie.
W czerwcu 1945 przeniósł się do pracy do Ostródy. Objął kierownictwo gimnazjum i liceum dla dorosłych, organizując tym samym jedną z pierwszych polskich szkół średnich na Warmii i Mazurach. Znany był m.in. jako popularyzator dziejów regionu, prowadził koło historyków. Naraził się władzom działalnością polityczną; był jednym z inicjatorów powołania powiatowych struktur Polskiego Stronnictwa Ludowego i członkiem jego władz, a także kandydatem PSL do Sejmu Ustawodawczego. Od listopada 1947 do marca 1948 przebywał w areszcie, zatrzymany pod zarzutem „prowadzenia działalności wywiadowczej na szkodę państwa polskiego”. Stracił wówczas stanowisko dyrektora szkoły w Ostródzie, a wkrótce (1949) został przeniesiony na nauczyciela w Giżycku. Trudne warunki (brak mieszkania służbowego i konieczność dojazdów) sprawiły, że pracował tam niespełna rok.
W 1950 przeszedł do pracy w bibliotekarstwie. Zatrudniony został w Wojewódzkiej Bibliotece Publicznej w Olsztynie, gdzie był instruktorem, kierownikiem Działu Gromadzenia i Udostępniania Księgozbioru, wreszcie zastępcą dyrektora. 1 lutego 1951 został – jako starszy kustosz dyplomowany – kierownikiem tworzącej się Biblioteki Wyższej Szkoły Rolniczej i doprowadził do rychłego uruchomienia procesu udostępniania (17 marca 1951). Na dyrektora Biblioteki powołany został 1 kwietnia 1962. Tworząc instytucję od podstaw, w ciągu ponad dwudziestu lat kierowania biblioteką dbał o jakość gromadzonych zbiorów, w tym o dostępność pozycji z różnych dziedzin wiedzy; pod jego kierownictwem włączone zostały zbiory bibliotek szkół gospodarstwa wiejskiego z Łodzi i Cieszyna. Troską Pelczarskiego było również zapewnienie bibliotece odpowiednich pomieszczeń oraz właściwy dobór kadry, wyróżniającej się wiedzą i bibliotekarską, i specjalistyczną. Silnie wspierał dokształcanie pracowników, a własne umiejętności i wiedzę uzupełniał na kursie bibliotekarskim w Jarocinie oraz na praktyce w Bibliotece Jagiellońskiej. Zorganizował także sieć bibliotek filialnych i zakładowych. W 1963 był inicjatorem powołania Komisji Koordynacyjnej Współpracy Naukowych Bibliotek Rolniczych. W 1972 przeszedł na emeryturę, pozostając jeszcze przez cztery lata konsultantem swojego następcy, dr. Witolda Rumszewicza.
Pelczarski był autorem artykułów w prasie bibliotekarskiej. Od czasów przedwojennych działał w Związku Nauczycielstwa Polskiego, był też aktywnym członkiem Stowarzyszenia Bibliotekarzy Polskich (do 1953 funkcjonującego jako Związek Bibliotekarzy i Archiwistów), m.in. przewodniczącym Zarządu Okręgu w Olsztynie. Brał udział w pracach Ośrodka Badań Naukowych. Był jednym z założycieli Towarzystwa Miłośników Ziemi Ostródzkiej oraz działaczem ostródzkiego koła Związku Pszczelarzy.
Był odznaczony m.in. Medalem 10-lecia Polski Ludowej (1955), Złotym Krzyżem Zasługi (1957), odznaką „Zasłużony dla Warmii i Mazur” (1960), Krzyżem Kawalerskim Orderu Odrodzenia Polski, Medalem Komisji Edukacji Naukowej, odznakami uczelnianymi i resortowymi. Jego imię nosiła Czytelnia Naukowa w Bibliotece Akademii Rolniczo-Technicznej w Olsztynie.
Zmarł 1 stycznia 1984.